# 新凱恩斯學派
新凯恩斯主义经济学（英語：neo-Keynesian economics）是20世纪30年代到70年代间，特别是二战结束之后到20世纪70年代间从凯恩斯主义经济学中发展起来的一种總體经济学思想。它的主要的代表人物是保羅·薩繆爾森、弗蘭科·莫迪利安尼、约翰·希克斯、詹姆士·托賓、清瀧信宏等。
新凯恩斯主义经济学的一个重要的子学派为新古典综合学派，该学派由约翰·希克斯与保罗·萨缪尔森创立。他們將第一代新古典主义经济学的數學分析方法引進凱恩斯經濟學中，充實了它的內容，之後形成新凱恩斯學派。

## 起源
约翰·凯恩斯提出凯恩斯主义后，一些经济学家在20世纪30、40年代对其进行了发展，例如约翰·希克斯在1937年提出了IS/LM模型，随后在20世纪50、60、70年代时，部分经济学为应对第一代新古典主义经济学对凯恩斯主义经济学的挑战，对凯恩斯主义经济学进行了发展，第一代新凯恩斯主义经济学由此而生。

## 内容
第一代新凯恩斯主义经济学比凯恩斯主义经济学更进了一步，约翰·凯恩斯把国家干预作为应对经济危机的一种应急措施，而以保罗·萨缪尔森为代表的第一代新凯恩斯主义经济学学者则把国家干预作为调节经济的基本手段，他们主张在萧条时采用扩张性政策刺激经济，在繁荣时采用紧缩性政策抑制经济，以求让经济平稳发展，另外，凯恩斯主义经济学偏重财政政策，第一代新凯恩斯主义经济学则主张财政政策与货币政策并重，以对经济的刺激更为有力。

## 后续
1970年代美国和部分欧洲国家的经济出现了“滞胀”现象，第一代新凯恩斯主义经济学受到了怀疑，小罗伯特·卢卡斯、罗伯特·巴罗、米尔顿·弗里德曼等人提出了第二代新古典主义经济学对第一代新凯恩斯主义经济学发出挑战，针对该挑战N.格里高利·曼昆、戴维·罗默、奥利维尔·布兰查德、乔治·阿克洛夫、珍妮特·耶伦、约瑟夫·斯蒂格利茨发展出了第二代新凯恩斯主义经济学。